# Maurizio Bidinost
Maurizio Bidinost (Cordenons, 10 de enero de 1959) es un deportista italiano que compitió en ciclismo en la modalidad de pista, especialista en las pruebas de persecución.
Ganó cuatro medallas en el Campeonato Mundial de Ciclismo en Pista entre los años 1979 y 1982.

## Medallero internacional
| Campeonato Mundial | Campeonato Mundial       | Campeonato Mundial | Campeonato Mundial          |
| Año                | Lugar                    | Medalla            | Competición                 |
| ------------------ | ------------------------ | ------------------ | --------------------------- |
| 1979               | Ámsterdam (Países Bajos) | Medalla de plata   | Persecución individual (A)  |
| 1979               | Ámsterdam (Países Bajos) | Medalla de bronce  | Persecución por equipos (A) |
| 1981               | Brno (Checoslovaquia)    | Medalla de bronce  | Persecución individual (A)  |
| 1982               | Leicester (Reino Unido)  | Medalla de bronce  | Persecución individual (P)  |